# Ученик (тендер)
«Ученик» — парусный тендер Балтийского флота России, находившийся в составе флота с 1841 года. Во время службы использовался в качестве учебного и брандвахтенного судна.

## Описание тендера
Парусный одномачтовый тендер с деревянным корпусом водоизмещением 50 тонн, длина судна между перпендикулярами по сведениям из различных источников составляла 13,4—13,46 метра, ширина без обшивки 4,9—4,95 метра, а глубина интрюма — 0,6—0,64 метра.

## История службы
Тендер «Лебедь» был заложен на стапеле Главного адмиралтейства в Санкт-Петербурге 27 июня (9 июля) 1838 года и после спуска на воду 30 апреля (12 мая) 1841 года вошёл в состав Балтийского флота России. Строительство вёл кораблестроитель майор Дементьев.
В кампании с 1841 по 1849 год ежегодно выходил в практические плавания в Финский залив с кадетами Морского корпуса на борту с целью их практики.
В 1850 и 1851 годах нёс брандвахтенную службу в Свеаборге.

## Командиры тендера
Командирами тендера «Ученик» в составе Российского императорского флота в разное время служили:
- А. Я. Григорьев (1841 год);
- К. А. Веригин (1844—1845 годы);
- Г. Т. Бок (1848 год);
- А. А. Волженский (1850 год);
- Г. К. Энкель (1851 год).